# Puilacher
Puilacher (okzitanisch: Puòglatgièr) ist ein südfranzösischer Ort und eine Gemeinde mit 644 Einwohnern (Stand: 1. Januar 2022) im Département Hérault in der Region Okzitanien. Die Gemeinde gehört zum Arrondissement Lodève und zum Kanton Gignac. Die Einwohner werden Puilacherois genannt.

## Lage
Puilacher liegt etwa 34 Kilometer nordöstlich von Béziers und etwa 29 Kilometer westlich von Montpellier. Umgeben wird Puilacher von den Nachbargemeinden Le Pouget im Norden, Plaissan im Osten, Bélarga im Süden sowie Tressan im Westen. 

## Bevölkerungsentwicklung
| Jahr                       | 1962 | 1968 | 1975 | 1982 | 1990 | 1999 | 2006 | 2017 |
| Einwohner                  | 158  | 163  | 128  | 131  | 132  | 156  | 268  | 578  |
| Quellen: Cassini und INSEE |      |      |      |      |      |      |      |      |